# ريضة (عمران)
ريضه هي إحدى قرى الجمهورية اليمنية. تتبع جغرافيا لمحافظة عمران وإداريًا لمديرية ريده. يبلغ تعداد سكانها 15489 نسمة حسب الإحصاء الذي أجري عام 2004.